# اتلاف بدنه هواپیما

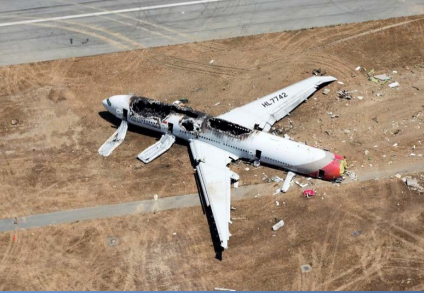
نمونه ای از اتلاف بدنه(سانحه پرواز شماره 214 اسیانا)

اتلاف بدنه هواپیما (انگلیسی: Hull loss) اشاره به رخدادهایی دارد که در آن هواپیمای خسارت دیده به دلایل اقتصادی یا فنی غیرقابل تعمیر شود. از این اصطلاح برای زمانیکه هواپیما گم شده‌باشد یا جستجو برای یافتن لاشه هواپیما پایان یافت یا اینکه لاشه به‌طور کامل غیرقابل دسترسی است نیز مورد استفاده قرار می‌گیرد.